# Motta (companie)
Motta este o fabricǎ de cozonaci din Milano, Italia. Produce cozonaci festivi pentru momente importante, cum ar fi Crǎciunul sau Paștele. Aceastǎ companie este membrǎ a grupului Nestle.